# Rewari
Rewari là một thành phố và là nơi đặt hội đồng đô thị (municipal council) của quận Rewari thuộc bang Haryana, Ấn Độ.

## Địa lý
Rewari có vị trí 28°11′B 76°37′Đ / 28,18°B 76,62°Đ Nó có độ cao trung bình là 245 mét (803 feet).

## Nhân khẩu
Theo điều tra dân số năm 2001 của Ấn Độ, Rewari có dân số 100.946 người. Phái nam chiếm 54% tổng số dân và phái nữ chiếm 46%. Rewari có tỷ lệ 74% biết đọc biết viết, cao hơn tỷ lệ trung bình toàn quốc là 59,5%: tỷ lệ cho phái nam là 79%, và tỷ lệ cho phái nữ là 67%. Tại Rewari, 12% dân số nhỏ hơn 6 tuổi.